# Dunnington (East Riding of Yorkshire)
Dunnington – wieś w Anglii, w hrabstwie East Riding of Yorkshire. Leży 24 km na północ od miasta Hull i 272 km na północ od Londynu. W 1931 roku civil parish liczyła 55 mieszkańców. Dunnington jest wspomniana w Domesday Book (1086) jako Dodintone.